# Longueval-Barbonval
Longueval-Barbonval és un municipi francès situat al departament de l'Aisne i a la regió dels Alts de França. L'any 2007 tenia 471 habitants.

## Demografia

### Població
El 2007 la població de fet de Longueval-Barbonval era de 471 persones. Hi havia 155 famílies de les quals 38 eren unipersonals (13 homes vivint sols i 25 dones vivint soles), 29 parelles sense fills, 71 parelles amb fills i 17 famílies monoparentals amb fills.
La població ha evolucionat segons el següent gràfic:
Habitants censats

### Habitatges
El 2007 hi havia 187 habitatges, 161 eren l'habitatge principal de la família, 12 eren segones residències i 15 estaven desocupats. 160 eren cases i 27 eren apartaments. Dels 161 habitatges principals, 113 estaven ocupats pels seus propietaris, 45 estaven llogats i ocupats pels llogaters i 3 estaven cedits a títol gratuït; 7 tenien dues cambres, 16 en tenien tres, 42 en tenien quatre i 96 en tenien cinc o més. 99 habitatges disposaven pel capbaix d'una plaça de pàrquing. A 69 habitatges hi havia un automòbil i a 75 n'hi havia dos o més.

### Piràmide de població
La piràmide de població per edats i sexe el 2009 era:
| Homes | Edats   | Dones |
| ----- | ------- | ----- |
| 0     | 95 o +  | 0     |
| 0     | 90 a 94 | 4     |
| 4     | 85 a 89 | 4     |
| 0     | 80 a 84 | 0     |
| 4     | 75 a 79 | 4     |
| 8     | 70 a 74 | 12    |
| 0     | 65 a 69 | 0     |
| 12    | 60 a 64 | 0     |
| 0     | 55 a 59 | 16    |
| 16    | 50 a 54 | 16    |
| 8     | 45 a 49 | 0     |
| 24    | 40 a 44 | 24    |
| 8     | 35 a 39 | 24    |
| 20    | 30 a 34 | 20    |
| 8     | 25 a 29 | 12    |
| 4     | 20 a 24 | 8     |
| 20    | 15 a 19 | 8     |
| 28    | 10 a 14 | 20    |
| 20    | 5 a 9   | 12    |
| 8     | 0 a 4   | 16    |

## Economia
El 2007 la població en edat de treballar era de 311 persones, 223 eren actives i 88 eren inactives. De les 223 persones actives 201 estaven ocupades (122 homes i 79 dones) i 20 estaven aturades (9 homes i 11 dones). De les 88 persones inactives 15 estaven jubilades, 23 estaven estudiant i 50 estaven classificades com a «altres inactius».

### Ingressos
El 2009 a Longueval-Barbonval hi havia 171 unitats fiscals que integraven 463 persones, la mediana anual d'ingressos fiscals per persona era de 16.768 €.

### Activitats econòmiques
Dels 22 establiments que hi havia el 2007, 1 era d'una empresa alimentària, 1 d'una empresa de fabricació de material elèctric, 11 d'empreses de construcció, 3 d'empreses de comerç i reparació d'automòbils, 1 d'una empresa de transport, 2 d'empreses immobiliàries, 1 d'una empresa de serveis i 2 d'entitats de l'administració pública.
Dels 13 establiments de servei als particulars que hi havia el 2009, 2 eren tallers de reparació d'automòbils i de material agrícola, 4 paletes, 4 lampisteries, 2 electricistes i 1 empresa de construcció.
L'any 2000 a Longueval-Barbonval hi havia 4 explotacions agrícoles que ocupaven un total de 476 hectàrees.

## Equipaments sanitaris i escolars
El 2009 hi havia una escola elemental integrada dins d'un grup escolar amb les comunes properes formant una escola dispersa.

## Poblacions més properes
El següent diagrama mostra les poblacions més properes.